# Trigonopsis
Trigonopsis Perty, 1833 è un genere di insetti apoidei appartenente alla famiglia Sphecidae.

## Tassonomia
Il genere è formato da 16 specie:
- Trigonopsis cameronii (Kohl, 1902)
- Trigonopsis cooperi Vardy, 1978
- Trigonopsis cyclocephala F. Smith, 1873
- Trigonopsis grylloctonus Richards, 1937
- Trigonopsis howesi Vardy, 1978
- Trigonopsis intermedia de Saussure, 1867
- Trigonopsis menkei Vardy, 1978
- Trigonopsis mocoana Vardy, 1978
- Trigonopsis moraballi Richards, 1937
- Trigonopsis neotropica Vardy, 1978
- Trigonopsis richardsi Vardy, 1978
- Trigonopsis rufiventris (Fabricius, 1804)
- Trigonopsis schunkei Vardy, 1978
- Trigonopsis succinea Vardy, 1978
- Trigonopsis vicina (Dalla Torre, 1897)
- Trigonopsis violascens (Dalla Torre, 1897)